# Copa Sudamericana 2013
De Copa Sudamericana 2013 was de 13 editie van dit voetbalbekertoernooi voor clubteams dat door de CONMEBOL wordt georganiseerd. Het toernooi begon in juli 2013 en eindigde op 11 december 2013 met de tweede finalewedstrijd. De winnaar plaatste zich voor de Recopa Sudamericana 2014 en de Copa Libertadores 2014.
Dit is het vierde seizoen dat alle landen een extra deelnemer hebben behalve Argentinië en Brazilië. Boca Juniors en River Plate worden niet langer uitgenodigd zonder plaatsing.
Het voetbalteam van São Paulo is de titelhouder.

## Programma
Alle data zijn op een woensdag, maar de wedstrijden kunnen ook een dag eerder (dinsdag) of een dag later (donderdag) worden gespeeld.
| Ronde         | 1e wedstrijd                          | 2e wedstrijd                        |
| ------------- | ------------------------------------- | ----------------------------------- |
| 1e ronde      | 31 juli 2013                          | 7 augustus 2013                     |
| 2e ronde      | 14 augustus 2013 & 21 augustus 2013   | 28 augustus 2013 & 4 september 2013 |
| Laatste 16    | 18 september 2013 & 25 september 2013 | 25 september 2013 & 2 oktober 2013  |
| Kwartfinales  | 29 oktober 2013                       | 7 november 2013                     |
| Halve finales | 20 november 2013                      | 27 november 2013                    |
| Finale        | 4 december 2013                       | 11 december 2013                    |

## Loting
De loting voor het toernooi vond plaats op 3 juli 2013 in Buenos Aires, Argentinië.

## Eerste ronde
Team 1 speelt in de 2e wedstrijd thuis
| Teams                   | Teams | Teams                     | Uitslagen    | Uitslagen    |
| Team 1                  | Agg   | Team 2                    | 1e wedstrijd | 2e wedstrijd |
| ----------------------- | ----- | ------------------------- | ------------ | ------------ |
| Club Libertad           | 2-1   | Montevideo Wanderers      | 2-1          | 0-0          |
| CA Penarol              | 0-2   | Club de Deportes Cobreloa | 0-0          | 0-2          |
| Universidad de Chile    | 6-3   | Real Potosí               | 1-3          | 5-0          |
| Oriente Petrolero       | 1-4   | Club Guaraní              | 0-0          | 1-4          |
| Colo-Colo               | 3-0   | El Tanque Sisley          | 1-0          | 2-0          |
| River Plate             | 5-0   | Club Blooming             | 1-0          | 4-0          |
| Cerro Porteño           | 1-2   | Universidad Católica      | 1-0          | 1-2          |
| The Strongest           | 1-1   | Club Nacional             | 0-0          | 1-1          |
| Atlético Nacional       | 6-0   | Inti Gas Deportes         | 1-0          | 4-0          |
| Barcelona Sporting Club | 2-4   | Guayana                   | 2-2          | 0-2          |
| Deportivo Anzoátegui    | 0-2   | Independiente del Valle   | 0-0          | 0-2          |
| Juan Aurich             | 2-6   | Itagüí Ditaires           | 0-3          | 2-3          |
| Emelec                  | 7-1   | Sport Huancayo            | 3-1          | 4-0          |
| FBC Melgar              | 2-3   | Deportivo Pasto           | 0-3          | 2-0          |
| La Equidad              | 1-0   | Trujilanos                | 1-0          | 0-0          |
| Guaros de Lara FC       | 1-3   | Loja                      | 0-2          | 1-1          |

## Tweede ronde
team 1 speelt in de 2e wedstrijd thuis.
| Teams                   | Teams            | Teams                     | Uitslagen    | Uitslagen    |
| Team 1                  | Agg              | Team 2                    | 1e wedstrijd | 2e wedstrijd |
| ----------------------- | ---------------- | ------------------------- | ------------ | ------------ |
| Universidad Católica    | 7-2              | Emelec                    | 4-0          | 3-2          |
| River Plate             | O2               | San Lorenzo               | 1-0          | 0-0          |
| Deportivo Pasto         | 3-0              | Deportivo Pasto           | 1-0          | 2-0          |
| Náutico                 | 2-2 (1-3 na pen) | Sport Recife              | 0-2          | 2-0          |
| Itagüí Ditaires         | 1-0              | River Plate               | 1-0          | 0-0          |
| Vélez Sarsfield         | 3-0              | Belgrano                  | 0-1          | 2-0          |
| Independiente del Valle | 2-4              | Universidad de Chile      | 1-1          | 1-3          |
| Bahia                   | 2-1              | Portuguesa                | 2-1          | 0-0          |
| Atlético Nacional       | 2-0              | Club Guaraní              | 2-0          | 0-0          |
| Racing                  | 1-4              | CA Lanús                  | 1-2          | 0-2          |
| La Equidad              | 1-1 (u)          | Club de Deportes Cobreloa | 0-0          | 1-1          |
| Coritiba                | 1–1 (3–4 p)      | Vitória                   | 1-0          | 0-1          |
| Guayana                 | 1-4              | Club Libertad             | 0-2          | 1-2          |
| Ponte Preta             | 2-1              | Criciúma                  | 2-1          | 0-0          |
| LD Loja                 | 1-0              | Club Nacional             | 0-0          | 1-0          |

## Laatste 16
- Sao Paulo begint in deze ronde.
- Team 1 speelt in de 2e wedstrijd thuis

| Team 1            | Tot.          | Team 2               | 1e wedstr. | 2e wedstr. |
| ----------------- | ------------- | -------------------- | ---------- | ---------- |
| São Paulo         | 5-4           | Universidad Católica | 1-1        | 4-3        |
| LDU Loja          | 2-3           | River Plate          | 2-1        | 0-2        |
| Ponte Preta       | 2-1           | Deportivo Pasto      | 2-0        | 0-1        |
| Libertad          | 4-1           | Sport Recife         | 2-0        | 2-1        |
| Coritiba          | 1-3           | Itagüí Ditaires      | 0-1        | 1-2        |
| La Equidad        | 2-4           | Vélez Sarsfield      | 1-2        | 1-2        |
| Lanús             | 4-1           | Universidad de Chile | 4-0        | 0-1        |
| Atlético Nacional | 1-1 (4-3 pen) | Bahia                | 1-0        | 0-1        |

## Kwartfinales
| Team 1      | Tot. | Team 2            | 1e wedstr. | 2e wedstr. |
| ----------- | ---- | ----------------- | ---------- | ---------- |
| São Paulo   | 3-2  | Atlético Nacional | 3-2        | 0-0        |
| Lanús       | 3-1  | River Plate       | 0-0        | 3-1        |
| Ponte Preta | 2-0  | Vélez Sarsfield   | 0-0        | 2-0        |
| Libertad    | 2-1  | Itagüí Ditaires   | 2-0        | 0-1        |

## Halve finales
| Team 1    | Tot. | Team 2      | 1e wedstr. | 2e wedstr. |
| --------- | ---- | ----------- | ---------- | ---------- |
| São Paulo | 2-4  | Ponte Preta | 1-3        | 1-1        |
| Libertad  | 2-4  | Lanús       | 1-2        | 1-2        |

- † Wedstrijden kunnen worden omgedraaid op basis van de geplaatste teams.
- ‡ Indien 2 teams van hetzelfde land zich plaatsen voor de halve finale zullen zij tegen elkaar moeten spelen.

## Finale
|                        |                    |         |                 |                                                                                     |
| 4 december 21:50 UTC−2 | Ponte Preta        | 1 – 1   | Lanús           | Estádio do Pacaembu, São Paulo Toeschouwers: 28.959 Scheidsrechter: Roberto Silvera |
| 4 december 21:50 UTC−2 | Fellipe Bastos 79' | Verslag | 58' Paolo Goltz | Estádio do Pacaembu, São Paulo Toeschouwers: 28.959 Scheidsrechter: Roberto Silvera |

|                         |                                      |         |             |                                                                                   |
| 11 december 20:50 UTC−3 | Lanús                                | 2 – 0   | Ponte Preta | Estadio Ciudad de Lanús, Lanús Toeschouwers: 34.000 Scheidsrechter: Enrique Osses |
| 11 december 20:50 UTC−3 | Víctor Ayala 25' Ismael Blanco 45+3' | Verslag |             | Estadio Ciudad de Lanús, Lanús Toeschouwers: 34.000 Scheidsrechter: Enrique Osses |

## Statistieken

### Scheidsrechters
| Naam                     | Geboren    | Land   | Duels | Kreeg geel | Kreeg voor de tweede keer geel en dus rood | Weggestuurd |
| ------------------------ | ---------- | ------ | ----- | ---------- | ------------------------------------------ | ----------- |
| Darío Ubriaco            | 08.02.1972 | URU    | 5     | 20         | 0                                          | 2           |
| Julio Bascuñán           | 11.06.1978 | CHI    | 4     | 21         | 0                                          | 0           |
| Óscar Maldonado          | 13.04.1972 | BOL    | 4     | 8          | 1                                          | 1           |
| Diego Abal               | 28.12.1971 | ARG    | 3     | 14         | 0                                          | 0           |
| Víctor Carrillo          | 30.10.1975 | PER    | 3     | 10         | 0                                          | 0           |
| Marlon Escalante         | 19.02.1974 | VEN    | 3     | 12         | 0                                          | 0           |
| Saul Laverni             | 21.01.1970 | ARG    | 3     | 12         | 0                                          | 0           |
| Patricio Loustau         | 15.04.1975 | ARG    | 3     | 9          | 1                                          | 2           |
| Julio Quintana           | 00.00.1978 | PAR    | 3     | 23         | 0                                          | 1           |
| Sandro Ricci             | 28.09.1970 | BRA    | 3     | 18         | 0                                          | 0           |
| Roberto Silvera          | 30.01.1971 | URU    | 3     | 16         | 0                                          | 1           |
| Adrián Vélez             | 00.00.1976 | COL    | 3     | 11         | 1                                          | 0           |
| Mauro Vigliano           | 05.08.1975 | ARG    | 3     | 18         | 0                                          | 3           |
| Roddy Zambrano           | 03.02.1978 | ECU    | 3     | 8          | 0                                          | 0           |
| José Buitrago            | 05.11.1970 | COL    | 2     | 10         | 0                                          | 0           |
| Péricles Cortez          | 03.07.1975 | BRA    | 2     | 6          | 0                                          | 0           |
| Daniel Fedorczuk         | 02.05.1976 | URU    | 2     | 9          | 0                                          | 0           |
| Henry Gambetta           | 23.02.1974 | PER    | 2     | 15         | 0                                          | 2           |
| Diego Lara               | 25.01.1979 | ECU    | 2     | 7          | 0                                          | 0           |
| Heber Lopes              | 13.07.1972 | BRA    | 2     | 6          | 1                                          | 0           |
| Ulises Mereles           | 00.00.1984 | PAR    | 2     | 11         | 1                                          | 0           |
| Raúl Orosco              | 25.03.1979 | BOL    | 2     | 13         | 1                                          | 1           |
| Enrique Osses            | 26.05.1974 | CHI    | 2     | 7          | 0                                          | 0           |
| Patricio Polic           | 00.00.1972 | CHI    | 2     | 7          | 1                                          | 0           |
| Omar Ponce               | 25.01.1977 | ECU    | 2     | 4          | 0                                          | 0           |
| Juan Soto                | 14.10.1977 | VEN    | 2     | 9          | 0                                          | 1           |
| Silvio Trucco            | 18.04.1978 | ARG    | 2     | 15         | 0                                          | 1           |
| Carlos Vera              | 25.06.1976 | ECU    | 2     | 10         | 0                                          | 0           |
| Carlos Amarilla          | 26.10.1970 | PAR    | 1     | 4          | 0                                          | 2           |
| José Argote              | 17.10.1980 | VEN    | 1     | 1          | 0                                          | 0           |
| Antonio Arias            | 07.09.1972 | PAR    | 1     | 6          | 0                                          | 2           |
| Enrique Cáceres          | 20.03.1974 | PAR    | 1     | 3          | 0                                          | 1           |
| Diego Ceballos           | 10.01.1978 | ARG    | 1     | 6          | 0                                          | 1           |
| Marcelo de Lima          | 26.08.1971 | BRA    | 1     | 4          | 0                                          | 0           |
| César de Oliveira        | 16.12.1973 | BRA    | 1     | 8          | 0                                          | 0           |
| Germán Delfino           | 04.05.1978 | ARG    | 1     | 5          | 0                                          | 0           |
| Pablo Díaz               | 20.07.1979 | ARG    | 1     | 5          | 0                                          | 0           |
| Fernando Falce           | 19.02.1976 | URU    | 1     | 3          | 0                                          | 0           |
| Wilson Lamouroux         | 17.05.1979 | COL    | 1     | 4          | 2                                          | 0           |
| Imer Machado             | 26.03.1973 | COL    | 1     | 8          | 0                                          | 0           |
| Jorge Alejandro Mancilla | 14.02.1979 | BOL    | 1     | 3          | 0                                          | 0           |
| Ricardo Marques          | 18.06.1979 | BRA    | 1     | 1          | 0                                          | 0           |
| Néstor Pitana            | 17.06.1975 | ARG    | 1     | 6          | 0                                          | 1           |
| Wilmar Roldán            | 24.01.1980 | COL    | 1     | 6          | 0                                          | 1           |
| Wilton Sampaio           | 25.12.1981 | BRA    | 1     | 4          | 0                                          | 0           |
| Leandro Vuaden           | 29.06.1975 | BRA    | 1     | 8          | 0                                          | 0           |
| Totaal                   | Totaal     | Totaal | 92    | 414        | 9                                          | 23          |